# 파스칼 계산기
파스칼 계산기(Pascal's calculator)는 1642년 블레즈 파스칼에 의해 만들어진 세계 최초의 계산기다.
블레즈 파스칼은 1642년 세계 최초의 기계식 수동 계산기를 발명하였다. 그는 프랑스 오트노르망디의 세금액을 재분배하는 일을 도맡았던 아버지를 도우면서 이와 같은 발상을 고안하게 되었다. 이 기계는 처음에는 산술기계 또는 파스칼의 계산기라고 불리다가 나중에 파스칼린(Pascaline)이라고 불리게 되었다. 이 기계는 덧셈과 뺄셈을 할 수 있었고, 반복을 통해서 곱셈과 나눗셈도 할 수 있었다.
파스칼은 1645년에 처음으로 자신이 만든 기계를 대중에 공개하기 전까지 50개의 시제품을 만들어 시험해보았다. 그리고 완성품을 당시 프랑스 총재였던 피에르 세귀에에게 헌정하였다. 이후 10년 동안 파스칼은 기계를 계속 개선해나가면서 약 20여개를 더 만들어냈다. 그 가운데 아홉 개는 300년 동안 보존되어 왔으며, 대부분 유럽의 박물관들에 전시되어 있다. 1649년 프랑스의 루이 14세 국왕의 칙령에 따라 파스칼은 프랑스에서 계산기의 설계 및 생산에 대한 배타적 권리를 갖게 되었다.
파스칼 계산기의 탄생은 유럽에서 점차 전 세계적으로 기계식 수동 계산기 개발을 촉발시켰으며, 그로부터 320년이 지난 1971년 비지컴 계산기를 위해 개발된 마이크로프로세서의 발명으로 파스칼 계산기는 종말을 고했다.

## 같이 보기
- 가산기 (계산기)
- 차분기관
- 해석기관
- Z1 (컴퓨터)